# Gruppe GT2
Als Gruppe GT2 wurden unterschiedliche Gran-Turismo-Klassen im Motorsport in der Vergangenheit bezeichnet. Die aktuell höchste GT-Klasse, die GTE Klasse von FIA und ACO, trug zwischen 2005 und 2010 die Bezeichnung GT2. Dieses Reglement hat die IMSA ebenfalls übernommen und bezeichnet diese Klasse als GTLM (kurz für GT Le Mans). Zwischen 1994 und 1998 wurde die Bezeichnung GT2 erstmals für ein damals höherklassiges Reglement gewählt, das später in die Gruppe GT1 überging. Die SRO stellte 2019 eine neue Klasse vor, die ebenfalls die Bezeichnung GT2 trägt. Von der Performance ist diese Klasse zwischen GT3 und GT4 eingeordnet und richtet sich vornehmlich an Amateurrennfahrer.

## Klassen
Im Laufe der Geschichte wurde in verschiedenen Zeiträumen die Bezeichnung GT2 für unterschiedliche Klassen gewählt.

GT2 (1990er) / GTS, GT1

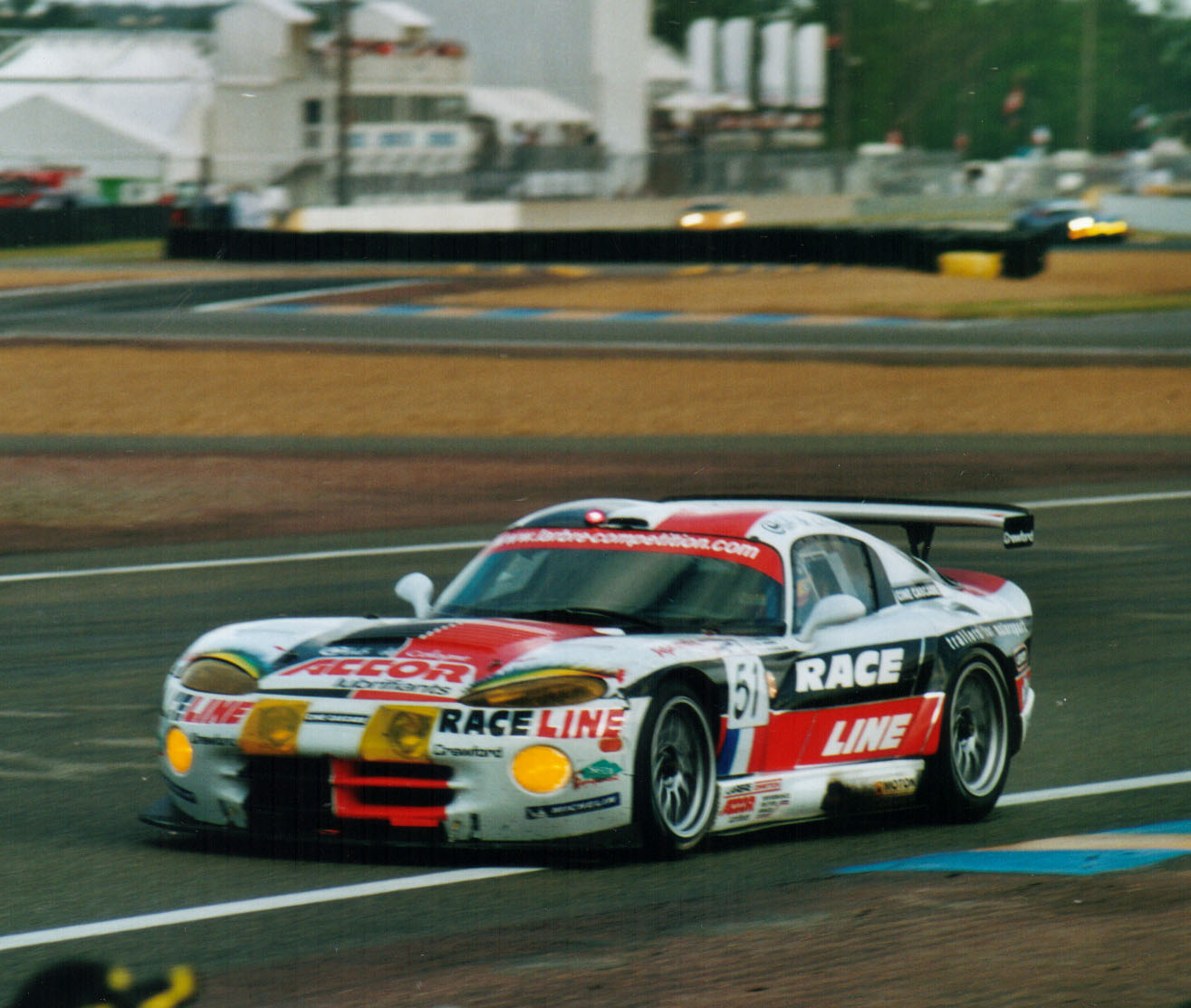
Chrysler Viper GTS-R

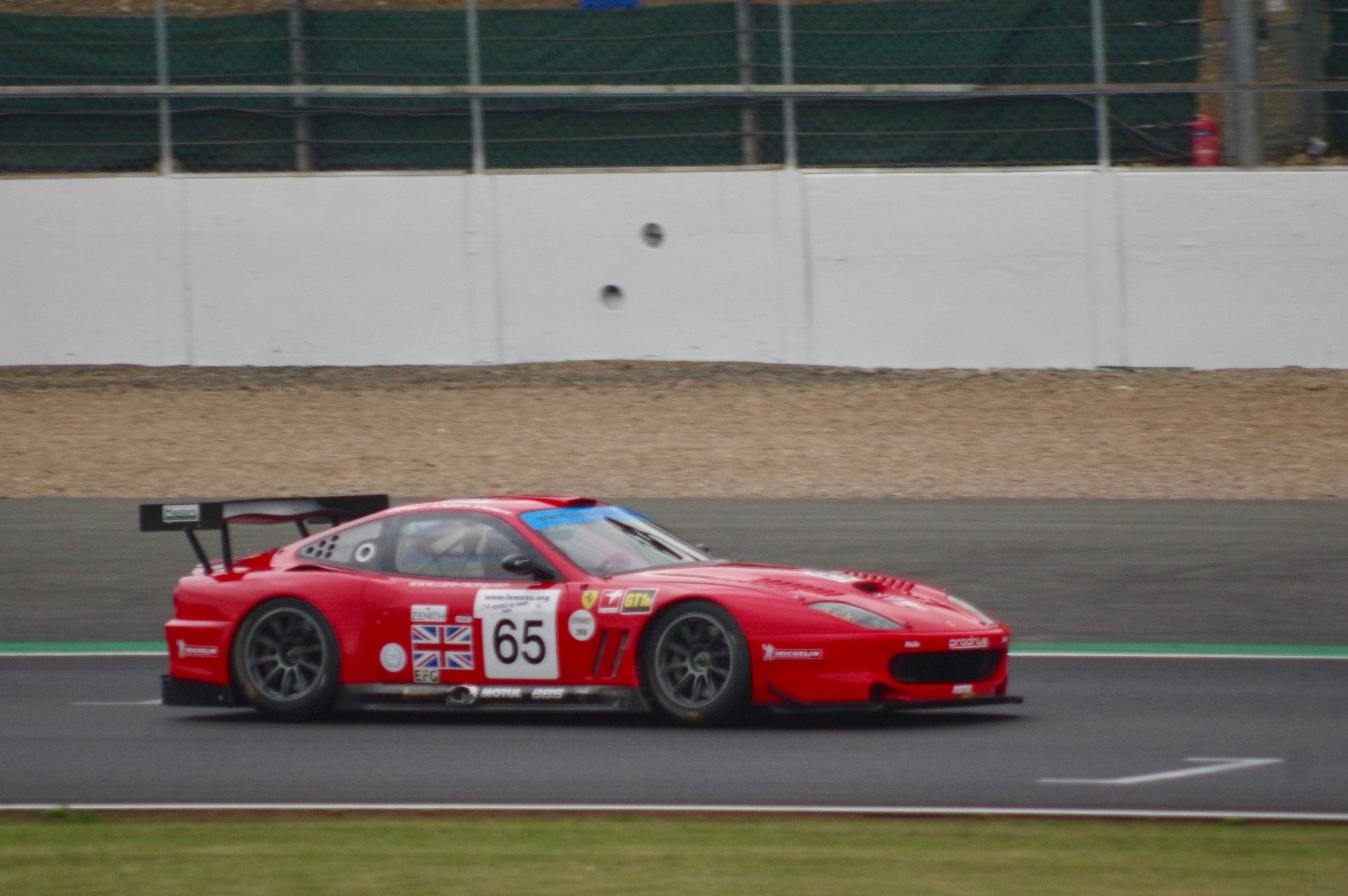
Ferrari 550 (GTS)

In der BPR Global GT Series und bei dem 24-Stunden-Rennen von Le Mans wurde 1994 das erste Mal die Klasse GT2 unterhalb der damaligen GT1-Klasse eingeführt. Nach dem Ende der GT1-Klasse 1998 wurde die GT2-Klasse bei der FIA und der SRO unter der Bezeichnung GT sowie beim ACO unter der Bezeichnung GTS weitergeführt. Nach den Angleichungen der GT-Regeln zwischen FIA und ACO im Jahr 2005 wurde die Klasse einheitlich in GT1-Klasse umbenannt. Zur Saison 2010 wurde ein neues technisches Reglement eingeführt. Die FIA-GT-Meisterschaft, die bis dahin mit GT1- und GT2-Fahrzeugen Langstreckenrennen austrug, wurde eingestellt und stattdessen wurde für die neuen GT1-Fahrzeuge die FIA-GT1-Weltmeisterschaft ausgeschrieben, in der einstündige Sprintrennen ausgetragen wurden. Aufgrund der hohen Einsatzkosten der Fahrzeuge wurde die Klasse ab 2012 aufgrund von Teilnehmermangel nicht weiter ausgeschrieben und die FIA-GT1-Weltmeisterschaft wurde in der letzten Saison der Serie mit Gruppe-GT3-Fahrzeugen ausgetragen. Der ACO schrieb die GT1-Klasse bereits seit 2011 nicht mehr aus.

### GT2 (2000er) / N-GT, GTE

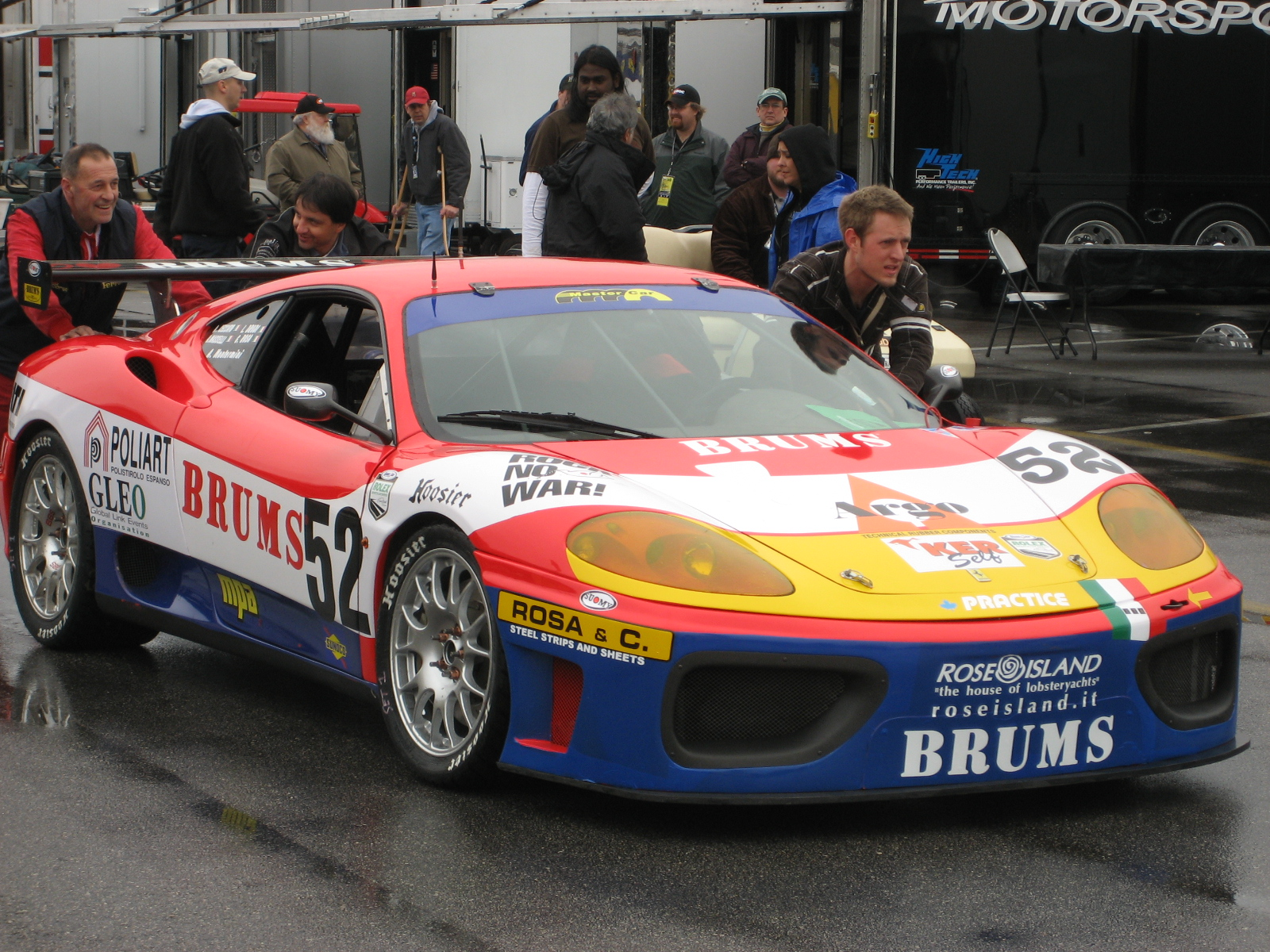
Ferrari 360 Modena (N-GT)

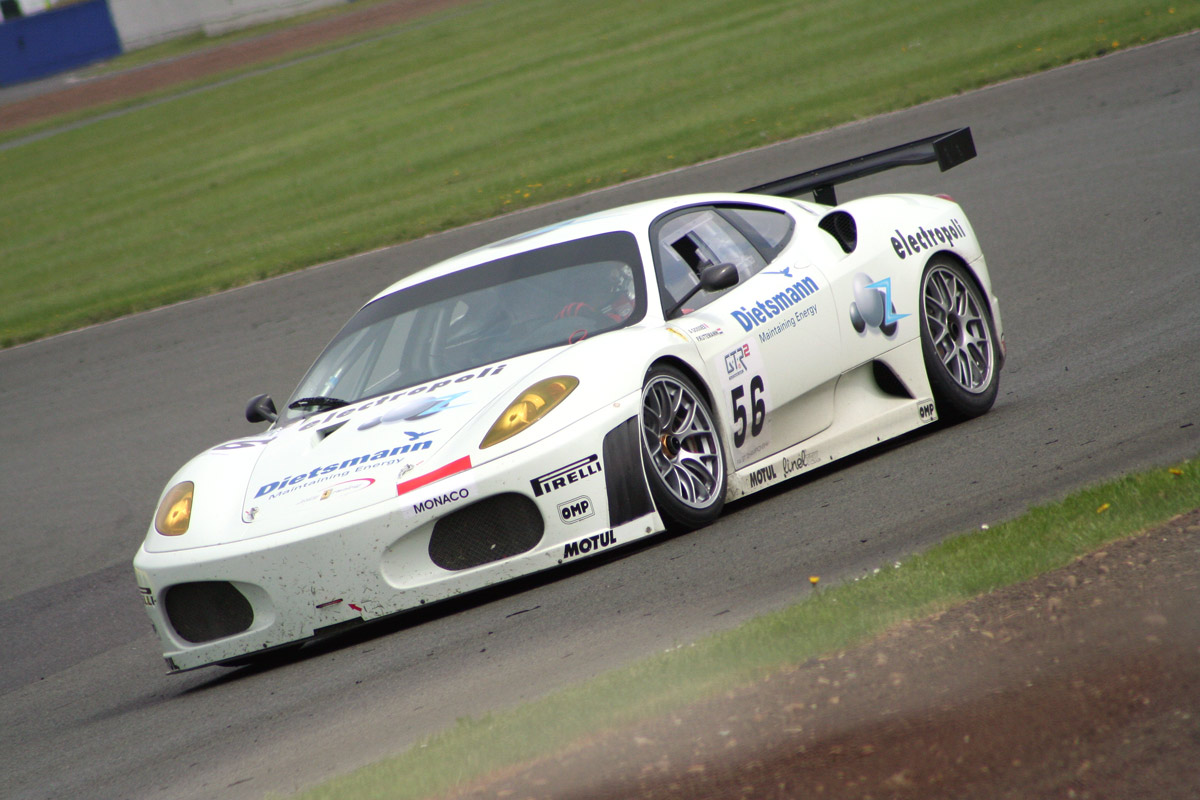
Ferrari 430 GT (GT2)

Das aktuelle GTE Reglement führt zurück auf das Konzept einer GT3-Klasse unterhalb der damaligen Gruppe GT1 und Gruppe GT2 aus dem Jahr 1998. Nach der Einstellung der GT1-Klasse wurde die geplante GT3-Klasse ab 1999 beim ACO als GT Klasse unterhalb der GTS sowie von der FIA ab 2000 als N-GT-Klasse ausgeschrieben. Diese Reglements waren jedoch nicht exakt gleich. Der größte Unterschied betraf die Aerodynamik. Während der ACO glatte Unterböden erlaubte, waren diese bei der FIA verboten. Daraus resultierten für beide Reglementvarianten eigenständige Aerodynamik-Pakete für die Fahrzeuge, um dem massiven Einfluss des Unterbodens auf das Fahrverhalten gerecht zu werden. In der Saison 2005 kam es zur Angleichung der GT-Regeln zwischen FIA und ACO in dessen Zuge diese GT-Klasse einheitlich in Gruppe GT2 umbenannt wurde. Durch die Neuausrichtung der FIA-GT-Meisterschaft 2010, in der bis dahin die GT1- und GT2-Fahrzeuge gemeinsame Langstreckenrennen austrugen, sollten die Rennen für GT1 und GT2 getrennt werden und die GT2-Klasse Amateurrennfahrern vorbehalten bleiben. Die Pläne für die GT2 -Europameisterschaft scheiterten jedoch an einem zu geringen Teilnehmerinteresse. 2010 nahmen letztmals an dem extra für das 24-Stunden-Rennen von Spa-Francorchamps ausgeschriebenen FIA GT2 European Cup acht GT2 Fahrzeuge teil. Danach gab es seitens der FIA und der SRO keine Meisterschaft für GT2 Fahrzeuge mehr.
Bei der ALMS, der LMS und dem 24-Stunden-Rennen von Le Mans des ACOs hatte die GT2-Klasse ein großes Teilnehmerfeld. Auf der anderen Seite hatte die GT1-Klasse bei den ACO Langstreckenrennserien nur noch geringe Teilnehmerzahlen. Da die neuen GT1-Fahrzeuge auf das Reglement der FIA-GT1-Weltmeisterschaft für einstündige Sprintrennen zugeschnitten waren, mussten sie für die Langstreckenrennen des ACO umgerüstet werden. Aufgrund der zusätzlichen Kosten schwanden die Teilnehmerzahlen. Der ACO reagierte mit einer Umstrukturierung der GT-Klassen hierauf. Die GT2-Klasse wurde 2011 vom ACO in GTE (kurz für GT Endurance) umbenannt, womit schon namentlich der Fokus für Langstreckenrennen deutlich gemacht wurde und unterteilte diese in GTE-Pro für Profis und GTE-AM für Amateure. Die GT1-Klasse wurde nicht weiter ausgeschrieben. Durch die Aufwertung des Intercontinental Le Mans Cup zur FIA-Langstrecken-Weltmeisterschaft wurden die GTE-Regeln von der FIA 2012 wieder übernommen. Zunächst hatte in der Langstrecken-Weltmeisterschaft nur für die LMP1-Klasse einen FIA-WM-Status während die GTE-Klasse als World Cup gewertet wurde. Seit der Saison 2017 wird auch für die GTE-Piloten und GTE-Hersteller der WM-Titel vergeben.
Das technische Reglement erhielt in der Saison 2016 eine größere Veränderung: Nachdem die Gruppe GT3 im Jahr 2006 eingeführt wurde und von der Leistung auf recht ähnlichen Niveau fuhr wie die GT2-/GTE-Fahrzeuge, gab es in den Folgejahren Gespräche über eine Angleichung dieser beiden Klassen. Die Konvergenzgespräche scheiterten zuletzt 2014, da es zwischen den reinrassigen Rennmotoren mit Luftmengenbegrenzern aus der GTE-Klasse und den seriennahen GT3-Motoren, bei denen die Leistung über einen Beschleunigungssensor gemessen werden sollte, keine Einigung gab. Aufgrund der gescheiterten Klassen-Angleichung trat 2016 ein neues GTE-Reglement in Kraft, das die Sicherheit der Fahrer verbessern und die Performance der Fahrzeuge erhöhen sollte. Damit sollten sich die GTE-Fahrzeuge ein Stück weit von den Gruppe-GT3-Fahrzeugen abheben, die mit weniger Abtrieb aber höherer Endgeschwindigkeit teils schneller waren als die aufwändigeren GTE-Fahrzeuge. Gerade in der United-SportsCar-Championship trat dies ein, in der sowohl GTE-Fahrzeuge in der GTLM-Klasse als auch GT3-Fahrzeuge in der GTD-Klasse startberechtigt waren. Die Anhebung der Performance erfolgte bei den GTE-Fahrzeugen durch eine Erhöhung der Motorleistung um rund 20 PS bei gleichzeitiger Senkung des Gewichts um 15 kg. Den Herstellern wurden zudem größere Freiheiten im Bereich Aerodynamik zugestanden, indem die Einhaltung der Serienfahrzeugabmessungen gelockert wurde. Dies ermöglichte die Integration eines deutlich größeren Heckdiffusors. Damit konnten die fahrzeugspezifischen Sondergenehmigungen (Waiver) abgeschafft werden. Über die Balance of Performance konnten die Fahrzeuge weiterhin auf ein ähnliches Niveau angeglichen werden.
In der Vergangenheit wurden zusätzlich zur GT2-Klasse bei vereinzelten Rennen der GT-Meisterschaften auch nicht homologierte Fahrzeuge in der sogenannten G2-Kategorie zusammengefasst. Hierbei wurden Fahrzeuge berücksichtigt, die entweder eine abgelaufene Homologation besaßen, bei der FIA bislang noch nicht homologiert wurden oder Fahrzeuge von Kleinserienherstellern, die die Produktionsvoraussetzung nicht erfüllten. Die Rennwagen entsprachen, abgesehen von letztem Kriterium, technisch der GT2-Kategorie. So verwendete sowohl die International GT Open, als auch mehrere nationale Meisterschaften dieses Sonderreglement.

### GTE / GTLM (2016–2023)

#### WEC
Die GTE-Kategorie erlebte in den Jahren ab 2016 einen Aufschwung mit dem Engagement einer Vielzahl von Herstellern in der FIA-Langstrecken-Weltmeisterschaft. Neben den bestehenden Herstellern Aston Martin, Ferrari und Porsche stieg Ford mit dem Ford GT LM werksseitig in die GTE-Pro Kategorie mit zwei Fahrzeugen ein. Daneben nahm Corvette Racing mit zwei Fahrzeugen (Corvette C7.R) am 24-Stunden-Rennen von Le Mans teil. 2018 kam BMW ebenfalls werksseitig mit dem neu entwickelten M8 GTE dazu. Dies führte zu einem bis dato nie gekannten Boom in der GTE-Pro, genau zu jener Zeit als die LMP1-Klasse durch die Ausstiege von Audi und Porsche in sportliche Schwierigkeiten geriet. Höhepunkt dieser Entwicklung war die Saison 2018/2019 und die darin eingebundenen 24h von Le Mans 2019. Dort starteten 17 Fahrzeuge in der GTE-Pro, 10 davon nahmen an der ganzen Saison teil.
In den folgenden Jahren erlebte die GTE-Pro und infolge dessen auch die GTE-Am einen im Motorsport selten dagewesenen Rückzug mehrerer Hersteller. Von Mitte 2019 bis Ende 2020 beendeten Ford, BMW und Aston Martin werksseitig ihr GTE Programm. Dies führte zu einem stetigen Schrumpfen der GTE-Pro Klasse, sodass im Jahre 2022 nur 5 Fahrzeuge (2 Ferrari, 2 Porsche, 1 Chevrolet) eine komplette Saison bestritten. Corvette Racing verhinderte mit ihrem Einsatz einer C8.R ein komplettes Desaster. Aufgrund der niedrigen Starterzahlen beschloss der WMSC Mitte 2022 die Einstellung der GTE-Pro zum Ende der Saison 2022. Die GTE-Am folgte im darauffolgenden Jahr. Letzter Sieger in einem GTE war das Team Iron Dames beim 8-Stunden-Rennen von Bahrain 2023. Sie waren das erste Damen-Team in der Geschichte der GTE, die einen Klassensieg in der WEC verbuchen konnten. Für die Saison 2024 wird in der WEC in der GT-Kategorie die Klasse auf Basis der GT3 ausgeschrieben. Sie trägt den Namen LMGT3.

#### IMSA
Parallel traten alle vorher genannten Hersteller, außer Aston Martin, auch in der nordamerikanischen IMSA WeatherTech SportsCar Championship an, sodass von 2016 bis 2018 in der Klasse GTLM konstant mind. zehn Fahrzeuge an den Start gingen. Im Gegensatz zur WEC trat hier Corvette Racing mit der jeweiligen Rennversion der Corvette die gesamte Saison an. Für Ford übernahm das Chip Ganassi Racing die Einsätze des Ford GT LM und stieg damit zu einem Werksteam auf. Der Rückzug von Ford aus der WEC bedeutete auch ein Ausstieg aus der IMSA-Serie zum Ende der Saison 2019. BMW Engagement in der Serie wurde im Gegensatz zwar fortgeführt, jedoch beschränkte sich ihr Einsatz auf die vier Langstreckenrennen. Porsche stellt sein werkseitiges Engagement Ende 2020 ein. So schrumpfte das Feld der GTLM-Klasse auch in der nordamerikanischen Sportwagenmeisterschaft auf nur noch sechs Fahrzeuge bei den 24h von Daytona 2021. Die komplette Saison bestritten nur noch drei Fahrzeuge. Daher beschloss die IMSA die Einstellung der Klasse mit dem Ende der Saison 2021. Als Ersatz wurde für die Saison 2022 die bestehende GTD-Klasse in GTD und GTD Pro aufgeteilt.
Mit der Einstellung der GTE / GTLM in den Jahren 2023 bzw. 2021 werden aktuell in keiner Rennserie mehr Klassen auf Basis dieses Reglement ausgeschrieben. 

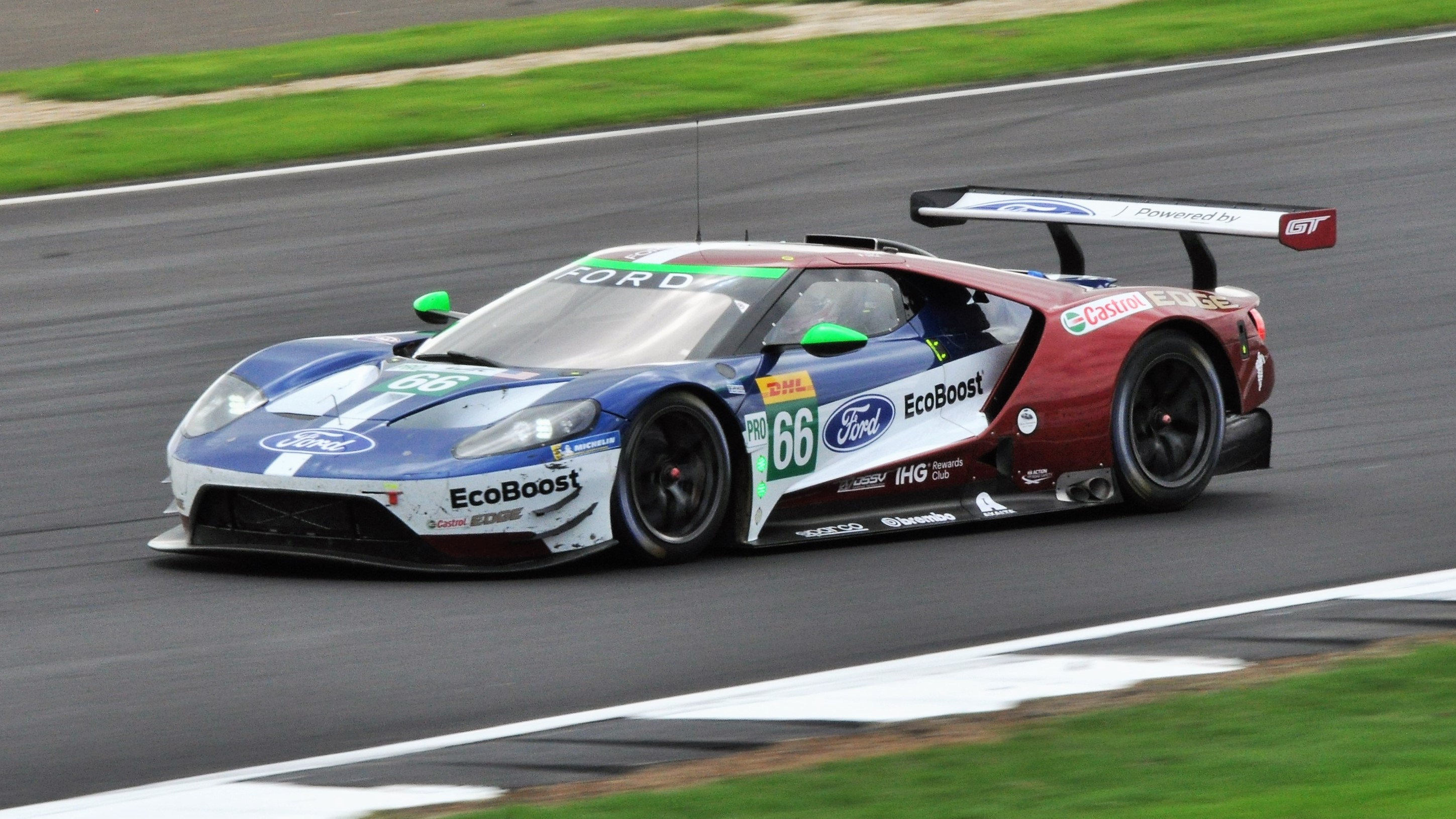
Ford GT (GTE) bei den 6h von Silverstone 2018
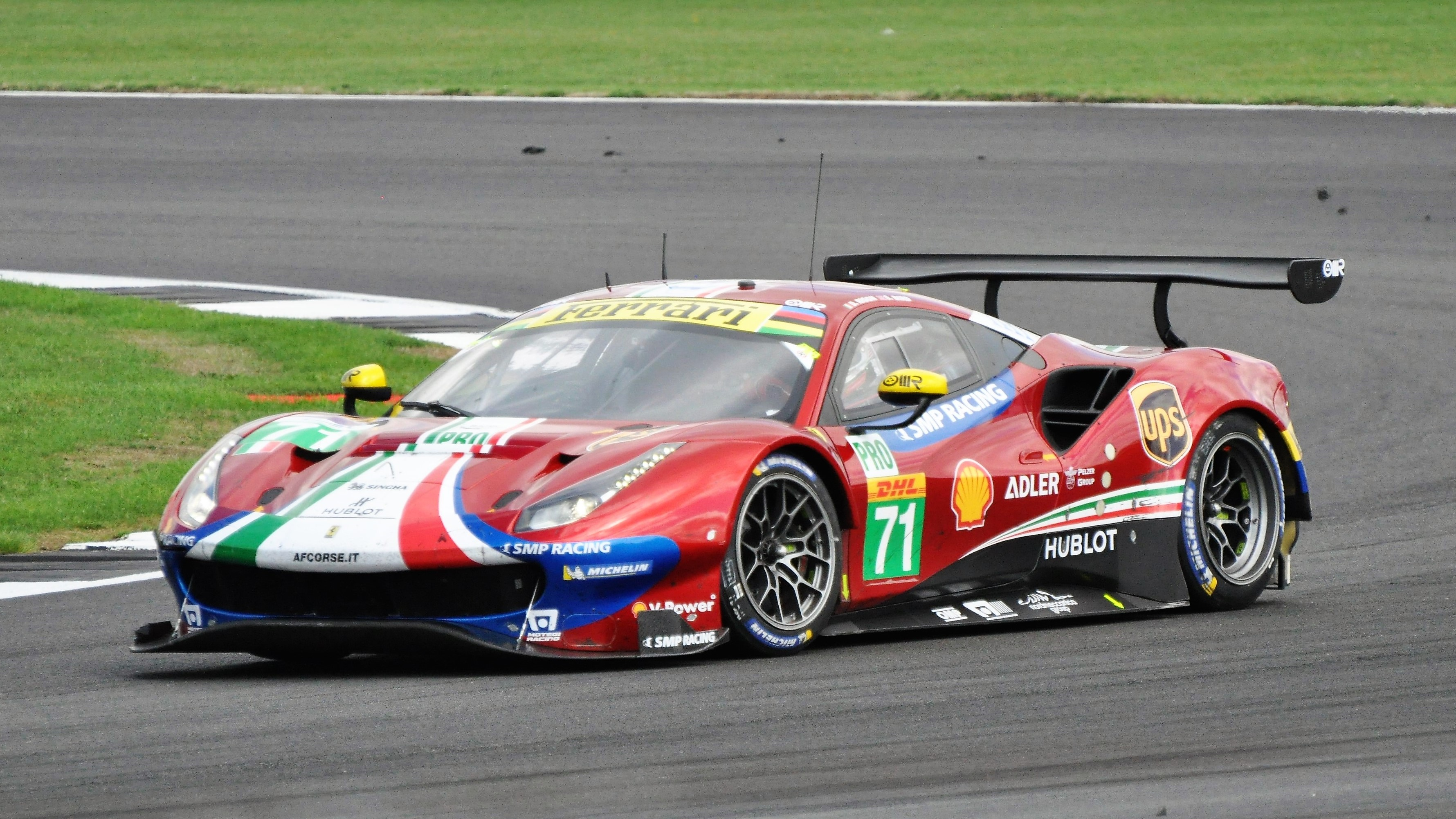
Ferrari 488 GTE auch bei den 6h von Silverstone 2018
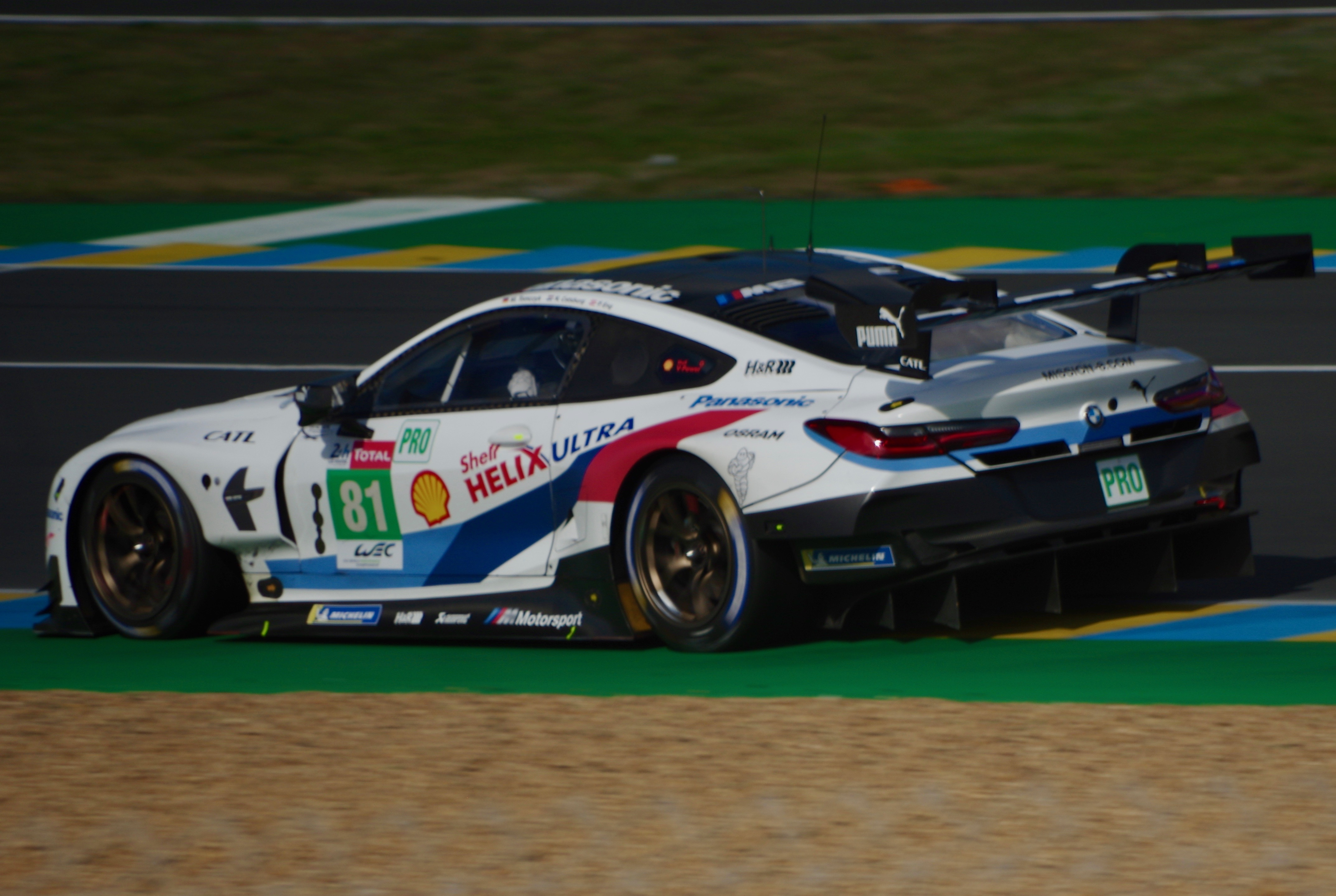
BMW M8 GTE bei den 24-Stunden-Rennen von Le Mans 2019
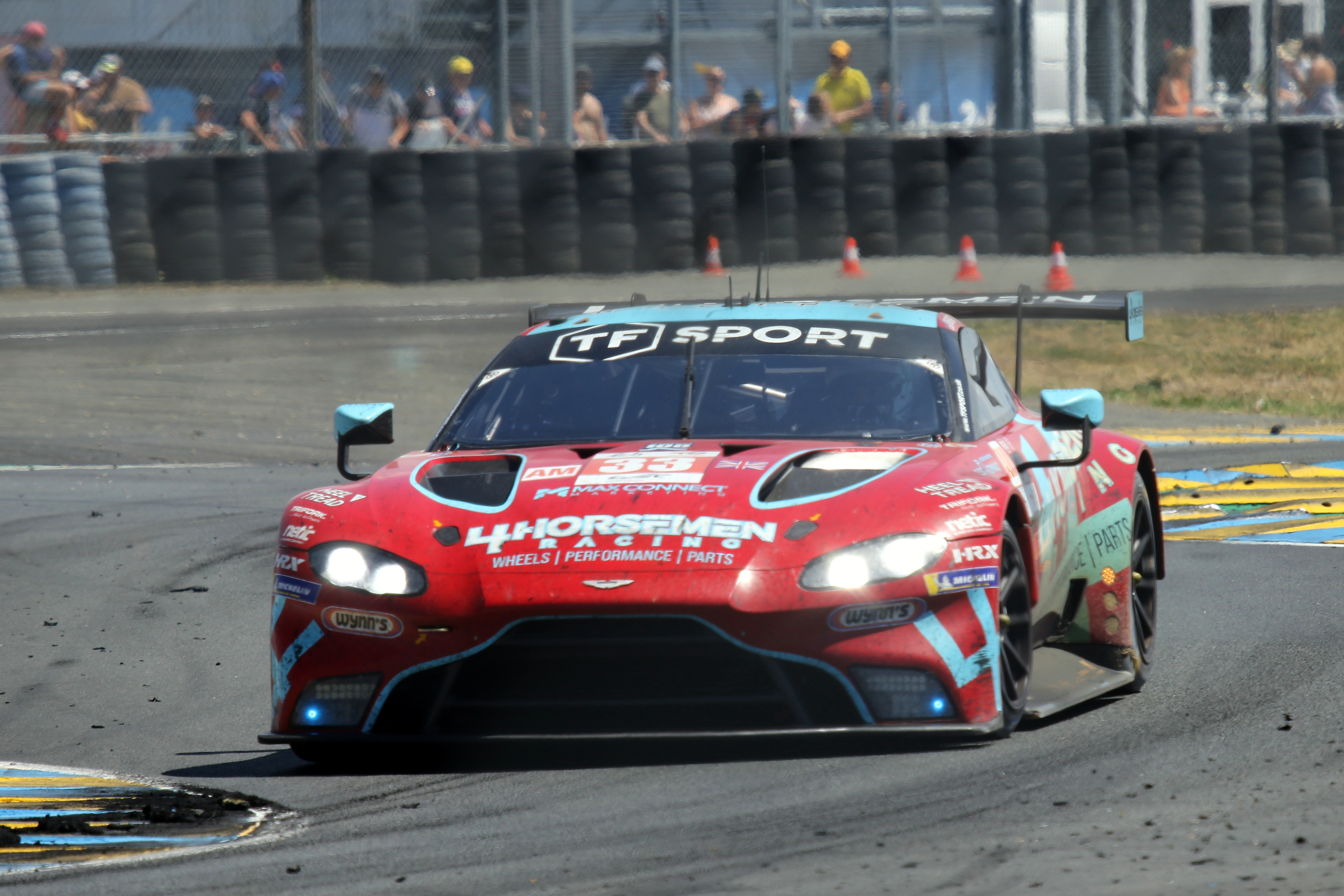
Aston Martin Vantage GTE bei den 24h von Le Mans 2022
Letzter Sieger in der GTE-Pro in Le Mans: Porsche 911 RSR (991.2), Startnummer 91 bei den 24h von Le Mans 2022
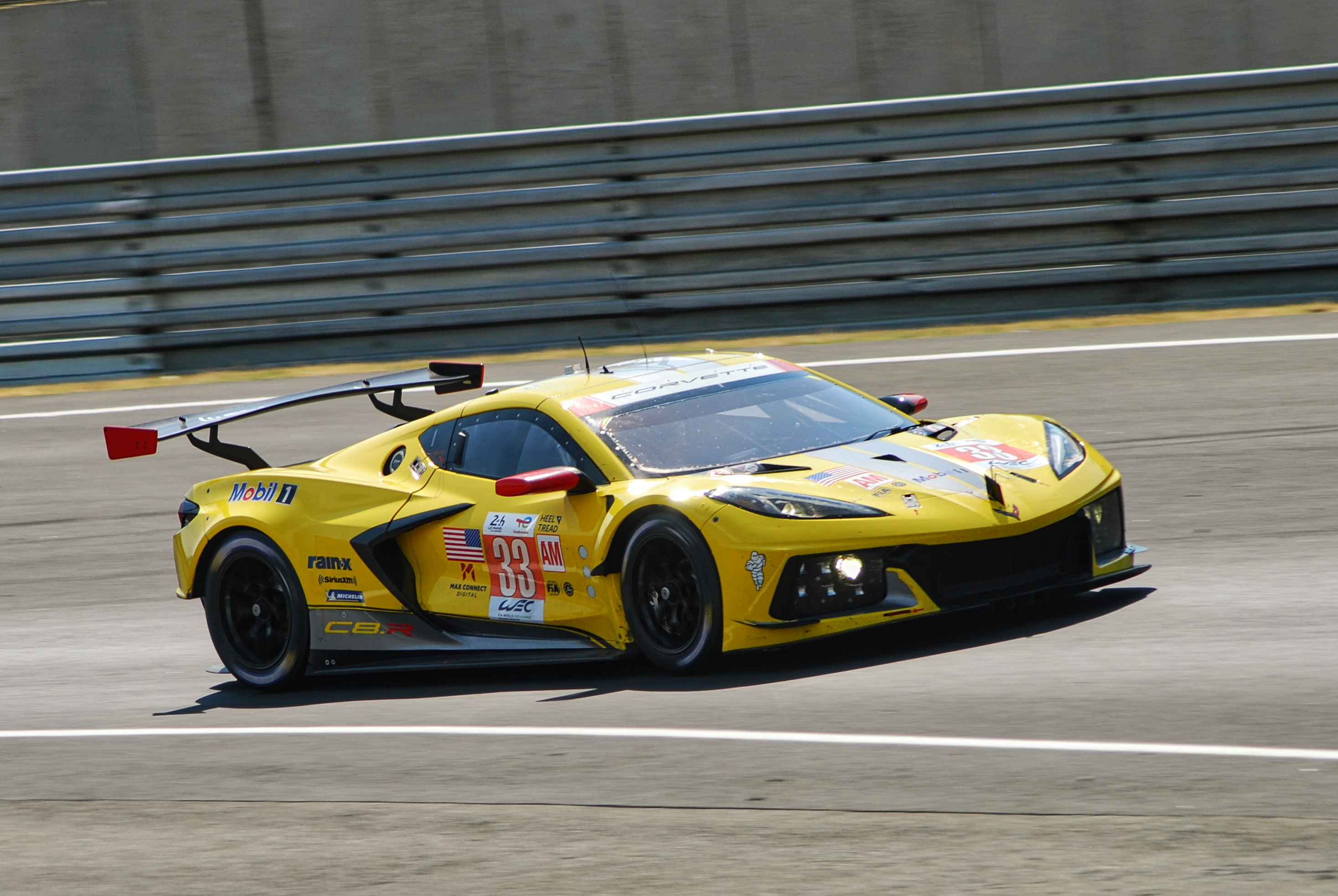
Letzter Sieger in der GTE-Am in Le Mans: Chevrolet Corvette C8.R, Startnummer 33 bei den 24h von Le Mans 2023

### GT2 (2020er) / GT Sports Club

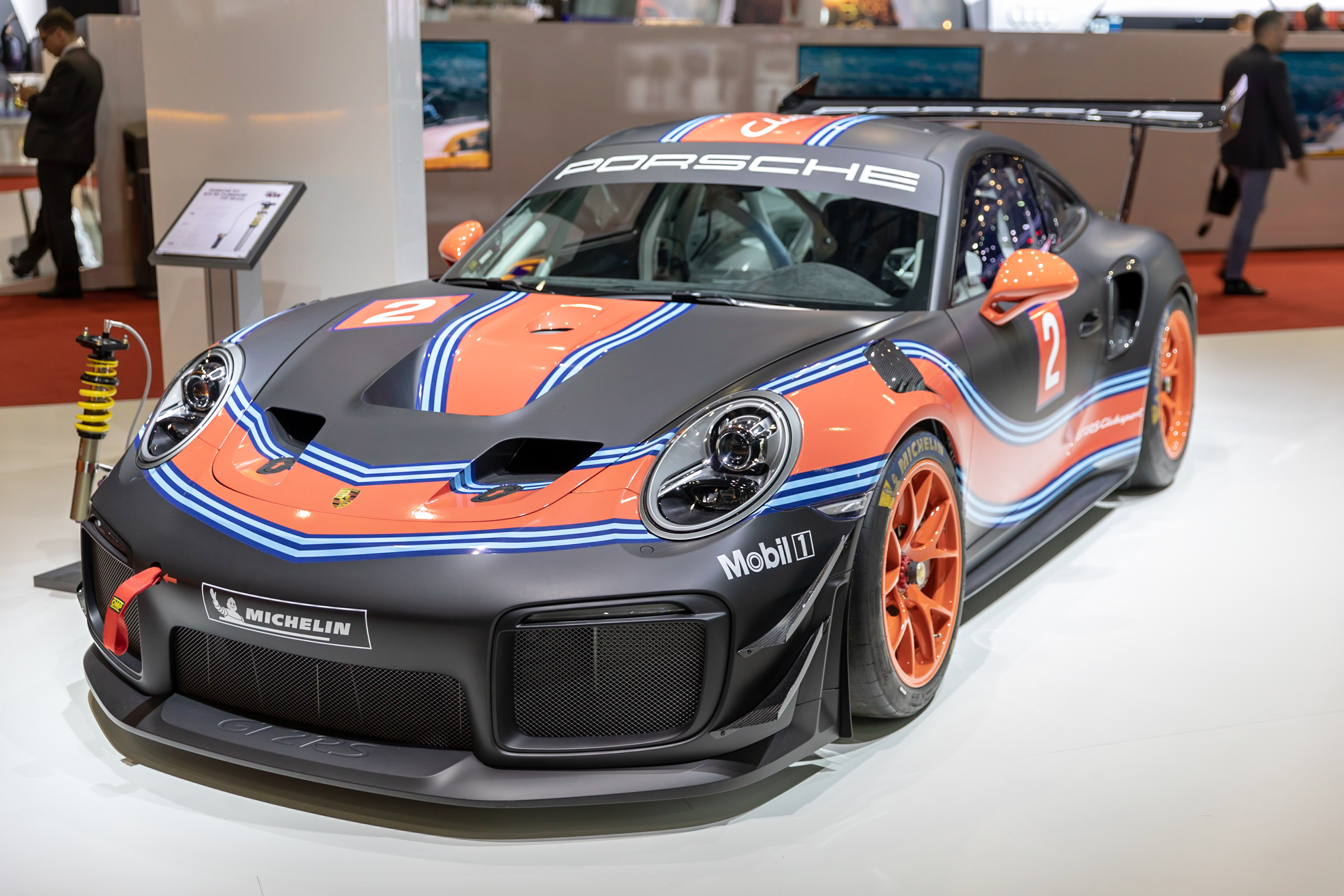
Porsche 911 GT2 RS Clubsport

Im Rahmen des 24-Stunden-Rennen von Spa-Francorchamps 2018 wurden vom SRO-Gründer Stéphane Ratel die Pläne einer neuen GT-Klasse verkündet, die ebenfalls wieder den Namen GT2 trägt. Diese sollen über weniger Abtrieb aber mehr Motorleistung (zwischen 640 PS und 700 PS) als die aktuellen GT3 verfügen. Die Performance der Fahrzeuge soll zwischen den GT3- und GT4-Fahrzeugen liegen. Auch in Bezug auf die Kosten soll die GT2-Klasse unterhalb der GT3-Klasse liegen. Die GT2-Klasse wird vom SRO als Rückversicherung aufgebaut, um eine schnelle aber kostengünstige GT-Klasse für Amateurrennfahrer anzubieten, falls es seitens der FIA doch zu einer Konvergenz aus GTE- und GT3-Klasse kommt. Diese GT2-Klasse soll ab 2020 weitläufig international eingeführt werden.
Als erstes Fahrzeug dieser Klasse präsentierte Porsche den 911 GT2 RS Clubsport, der die gleiche technische Basis trägt wie die Neuauflage des Porsche 935. Das erste Rennen der neuen GT2 Klasse fand 2019 im Rahmen des 24-Stunden-Rennen von Spa-Francorchamps als Porsche Motorsport GT2 Supersportscar Weekend statt und wurde ausschließlich mit diesen beiden Porsche Modellen ausgetragen. Ab 2020 sollen die GT2-Teilnehmer dann im sogenannten GT Sports Club starten, welcher gleichzeitig in Europa, Amerika und Asien veranstaltet wird.

## Homologierte Modelle

### GT2 (1990er) / GTS, GT1
| Nr.    | Gültig ab  | Hersteller | Modell             |
| ------ | ---------- | ---------- | ------------------ |
| GT2 2  | 01.08.1995 | Porsche    | 964 Carrera RS 3.8 |
| GT2 3  | 01.01.1996 | Porsche    | 911 GT2            |
| GT2 4  | 01.04.1996 | Porsche    | 993 Carrera RS 3.8 |
| GT2 5  | 01.04.1996 | Chrysler   | Viper GTS          |
| GT2 6  | 01.04.1997 | Saleen     | Mustang SR         |
| GT2 7  | 01.05.1997 | Renault    | Spider Type EFOH   |
| GT2 8  | 01.04.1999 | Lister     | Storm GT           |
| GT2 10 | 01.06.1999 | Marcos     | Mantara LM 600     |
| GT2 11 | 01.08.1999 | Ferrari    | F50                |

### GT2 (2000er) / N-GT, GTE
| Nr.     | Gültig ab  | Hersteller   | Modell                 |
| ------- | ---------- | ------------ | ---------------------- |
| NGT 1   | 01.03.2000 | Ferrari      | 360 Modena             |
| NGT 2   | 01.03.2000 | Porsche      | 996 GT3                |
| NGT 3   | 01.08.2002 | Mazda        | MX-5                   |
| NGT 4   | 01.03.2003 | Maserati     | Coupé                  |
| NGT 5   | 01.03.2003 | Nissan       | Fairlady Z (Z33)       |
| NGT 6   | 01.07.2003 | Morgan       | Aero 8                 |
| NGT 7   | 01.03.2004 | Ferrari      | 360 Challenge Stradale |
| NGT 8   | 01.03.2004 | Porsche      | 996 GT3 RS             |
| GT2 001 | 01.04.2005 | Maserati     | GranSport              |
| GT2 002 | 01.09.2005 | Lotus        | Exige                  |
| GT2 003 | 01.02.2007 | Porsche      | 997 GT3 RS             |
| GT2 004 | 01.03.2007 | Ferrari      | F430                   |
| GT2 005 | 01.04.2009 | Aston Martin | V8 Vantage             |
| GT2 006 | 01.05.2009 | Lamborghini  | Gallardo LP560-4       |

Liste der GTE (FIA/ACO) / GTLM (IMSA) Fahrzeuge
- Aston Martin Vantage GT2/GTE
- Aston Martin Vantage AMR GTE
- BMW M3 GT2
- BMW Z4 GTE
- BMW M6 GTLM
- BMW M8 GTE
- Chevrolet Corvette C6.R
- Chevrolet Corvette C7.R
- Chevrolet Corvette C8.R
- Ferrari F430 GT2
- Ferrari 458 Italia GT2
- Ferrari 488 GTE
- Ford GT GT2
- Ford GT LM GTE
- Jaguar XKR GT2
- Lamborghini Gallardo LP 560-4
- Lotus Evora GTE
- Porsche 911 GT3 RSR
- Porsche 911 RSR
- Spyker C8 GT2R
- SRT Viper GTS-R

### GT2 (2020er) / GT Sports Club
- Homepage of SRO Fanatec GT2 Saison 2021
- Audi R8 LMS GT2
- Porsche 911 GT2 RS Clubsport
- KTM X-Bow GT2
- Lamborghini Huracán Supertropheo GT2
- Brabham BT62 GT2